# Beer Can’t Fix
«Beer Can’t Fix» — песня американского кантри-певца Томаса Ретта при участии Джон Парди, вышедшая 6 января 2020 года в качестве третьего сингла с его четвёртого студийного альбома Center Point Road (2020). Авторами песни выступили Ретт, Julian Bunetta, Райан Теддер и Zach Skelton.
Песня достигла первых мест в кантри-чартах Канады и США и получила канадскую платиновую сертификацию.

## Коммерческий успех
«Beer Can’t Fix» достиг позиции № 1 в кантри-чарте Канады (12-й чарттоппер и 9-й подряд) и в американском радиоэфирном хит-параде кантри-музыки Billboard Country Airplay в неделю с 16 мая 2020 (15-й чарттоппер и 9-й подряд), № 6 в Hot Country Songs и был № 36 в Billboard Hot 100 (где стал его восьмым хитом в top 40).

## Музыкальное видео
Вышедшее в марте 2020 года музыкальное видео на эту песню режиссировал Shaun Silva. В нём два певца вместе исполняют песню в городе Ки-Уэст, штат Флорида.

## Чарты
| Чарт (2020)                         | Высшая позиция |
| ----------------------------------- | -------------- |
| Австралия (Country Hot 50, TMN)     | 3              |
| Канада (Billboard Canadian Hot 100) | 45             |
| Канада (Billboard Country)          | 1              |
| США (Billboard Hot 100)             | 36             |
| США (Billboard Country Airplay)     | 1              |
| США (Billboard Hot Country Songs)   | 6              |

| Чарт (2020)                        | Позиция |
| ---------------------------------- | ------- |
| США (Country Airplay, Billboard)   | 21      |
| США (Hot Country Songs, Billboard) | 26      |

## Сертификации
| Регион                                                                      | Сертификация | Продажи |
| --------------------------------------------------------------------------- | ------------ | ------- |
| Канада (Music Canada)                                                       | Платиновый   | 80 000  |
| Данные о продажах + прослушиваниях приведены только на основе сертификации. |              |         |